# Списак чланица групе The Supremes

На овој страници се налази хронолошки списак чланица Супримса, Мотаунове пјевачке групе. Приказане су чланице групе током свих фаза своје историје, а дат је и графички приказ са временском линијом.

## Прајметс

### 1959 — љето 1960
- Дајана Рос
- Мери Вилсон
- Флоренс Балард
- Бети Макглоун

### љето 1960 — јануар 1961
- Дајана Рос
- Мери Вилсон
- Флоренс Балард
- Барбара Мартин

## Супримс

### јануар 1961 — прољеће 1962
- Дајана Рос
- Мери Вилсон
- Флоренс Балард
- Барбара Мартин

### прољеће 1962 — јун 1967
- Дајана Рос
- Мери Вилсон
- Флоренс Балард

## Дајана Рос и Супримс

### јун — јул 1967
- Дајана Рос
- Мери Вилсон
- Флоренс Балард

### јул 1967 — јануар 1970
- Дајана Рос
- Мери Вилсон
- Синди Бердсонг

## Супримс

### јануар 1970 — април 1972
- Џин Терел
- Мери Вилсон
- Синди Бердсонг

### април 1972 — октобар 1973
- Џин Терел
- Мери Вилсон
- Линда Лоренс

### октобар 1973 — фебруар 1976
- Шери Пејн
- Мери Вилсон
- Синди Бердсонг

### фебруар 1976 — јун 1977
- Шери Пејн
- Мери Вилсон
- Сузеј Грин